# Gerberga van Provence
Gerberga van Provence (circa 1060 – 1115) was van 1093 tot 1112 gravin van Provence. Ze behoorde tot het huis Provence.

## Levensloop
Gerberga was de dochter van graaf Godfried I van Provence en Stefanie Dulcia van Marseille. Na de dood van haar oudere broer Bertrand II volgde Gerberga hem in 1093 op als gravin van Provence.
In 1073 huwde ze met graaf Gilbert I van Gévaudan (1055-1108). Ze kregen minstens de volgende kinderen:
- Dulcia I (1090-1127), gravin van Provence, huwde in 1112 met graaf Raymond Berengarius III van Barcelona
- Stefanie (overleden na 1160), huwde met heer Raymond I van Baux (overleden in 1150).
- Sibylle, huwde met Guy III de Sévérac.

Gerberga en haar echtgenoot Gilbert werden als deugdzame heersers gezien. Een door hen georganiseerd leger nam onder leiding van Gilbert deel aan de Eerste Kruistocht, een militaire veldtocht van de Rooms-Katholieke kerk en westerse heersers om het Heilige Land te veroveren op de mohammedanen. Gilbert onderscheidde zich door heldhaftig optreden bij het beleg van Jerusalem. Na overwinning van de katholieken namen ze vele relikwieën mee uit het Midden-Oosten, die ze schonken aan kerkelijke instellingen in de Provence. 
Nadat haar echtgenoot was overleden, kwam het bestuur van de graafschap alleen in haar handen. Volgens geschriften uit die tijd zou haar regering vol wijsheid geweest zijn. 
Nadat haar oudste dochter Dulcia in 1112 gehuwd was met graaf Raymond Berengarius III van Barcelona, deed Gerberga troonsafstand als gravin van Provence en stond ze het graafschap af aan haar dochter en schoonzoon. De tweede dochter, Stefanie, maakte met haar man aanspraak op het graafschap Provence en nam in 1144 deel aan oorlogen tussen het huis Barcelona en het huis Baux om het bestuur van het graafschap Provence. In 1115 stierf Gerberga.